# Carayaca
Carayaca – miasto w Wenezueli, w stanie Vargas.